# Mojsław
Mojsław – imię męskie pochodzenia słowiańskiego, złożone z członów Moj- ("mój") i -sław ("sława"). Imię to zostało zanotowane tylko w ruskiej kronice Nestora; mogło ono stanowić odmianę imion Masław i Miecisław.
Mojsław imieniny obchodzi 1 stycznia.